# Hangalámondás
A hangalámondás egyfajta szinkronizálási technika, melynek során a film eredeti hangsávját megtartják, csupán lehalkítják azt, és egy színész rámondja az adott nyelven esedékes szöveget, így egyszerre lehet hallani az eredeti és az új hangsávot. Az orosz, lengyel és szlovák filmstúdiók gyakran alkalmazták ezt a szinkronizálási módszert. Manapság  Magyarországon leginkább a dokumentumfilmeknél használják, mint megoldást. Az 1980-as évek végén ezzel a technikával szinkronizálták házilag az általában nehezen hozzáférhető vagy kereskedelmi forgalomban meg nem jelent, ezért többnyire külföldről behozott vagy illegálisan becsempészett akció, horror és pornográf filmeket.